# Botanophila parvicornis
Botanophila parvicornis este o specie de muște din genul Botanophila, familia Anthomyiidae. A fost descrisă pentru prima dată de Malloch în anul 1920. Conform Catalogue of Life specia Botanophila parvicornis nu are subspecii cunoscute.